# 大沢在昌
大沢 在昌（おおさわ ありまさ、本名同じ、1956年〈昭和31〉3月8日 - ）は、日本の小説家。

## 経歴
愛知県名古屋市出身。実父は中日新聞専務取締役・東京本社代表の大沢行夫（1913年（大正2年）11月3日 - 1979年、京都府出身、明治大学専門部卒）。
家には父親の本が大量にあり、小学校に入る前後から児童文学書を多く買ってくれた。その中で『名探偵カッレくん』シリーズや『シャーロック・ホームズ』シリーズなどの推理小説を愛読し、影響を受ける。
小学生5年生から中学校3年までほぼ毎週、親の買い物に同行すると自分は書店に行き、帰りに創元推理文庫やハヤカワポケットミステリから選び買ってもらえるようになる。小学校5年頃から、アガサ・クリスティ、エラリー・クイーンなど本格派ミステリを読む。
その後、ウィリアム・P・マッギヴァーン『最悪の時』でハードボイルド小説に開眼する。中学2年でレイモンド・チャンドラーを読み、ハードボイルド小説家になろうと決心し、アメリカン・ハードボイルドを乱読するようになる。そして、中学2年生の頃に初めてハードボイルド短編120枚の習作『うずき』を執筆する。本作品は未発表だが、暴力団に殺された同僚記者の娘を体を張り守る内容に今の作風の原型がある。
中学3年生の時には主な翻訳ミステリを読み切り、生島治郎、河野典生、五木寛之などの日本の作品にも親しむようになる。とくに生島の作品群に心酔し、長文の手紙を送ったほどである。その後50枚から80枚の短編を20篇ほど書くが、いずれも生島作品の影響が大きい。後の「佐久間公シリーズ」の元になる同名の高校生が活躍する5篇が含まれている。
萩原朔太郎を目指し室生犀星も好きで、高校入学時に、詩の高校生同人誌「街路」の同人となるが、同年齢の女性の才能にショックを受け、勝てないとやめ、小説を書くことにする。高校2年の時に学校の仲間を離れ、市立図書館に毎日通い、棚の端から分野を問わず1回3冊を借りて読み翌日返却する乱読を連日繰り返し大量の本を読む。
東海高校卒業後、慶應義塾大学法学部に入学するも中退。のちに文化学院創作コースも中退している。
21歳の時、「オール讀物新人賞」(第51回・1977年下期)で最終候補6篇に選ばれるも落選。しかし作家としての手応えを覚える。
1979年『感傷の街角』で第1回小説推理新人賞を受賞してデビュー。しかし当初は全く売れず、11年間28冊も初版だけで〝永久初版作家〟と呼ばれたほどで、本人もそれを自称して、その状態は1990年まで続くことになる。1983年、日本冒険作家クラブの創設の発起人の一人となる。
1988年発表の『女王陛下のアルバイト探偵』が「このミステリーがすごい!」ランキング15位となる。1989年に『氷の森』を発表。各評論家から「大沢のブレイクは近いのでは」と囁かれた。1990年に『悪人海岸探偵局』が初の増刷、〝永久初版作家〟を卒業する。同年『新宿鮫』を発表、刊行直後から大反響を呼び、「このミステリーがすごい!」ランキング第1位に輝き、ベストセラーとなる。1991年、同作で第44回日本推理作家協会賞、第12回吉川英治文学新人賞をダブル受賞。その後は中心線の「新宿鮫シリーズ」を筆頭に数々のハードボイルド・冒険小説を発表。高い評価を得るようになり、流行作家となる。
2005年から2009年5月まで日本推理作家協会理事長を務めた。

### 執筆
- 携帯電話を所持しておらず、パソコンはオフィスで設定してもらい大極宮や自著の感想など見る程度で、全て手書きである[9]。1時間に400字詰め原稿用紙で6枚から7枚のペースで執筆する。あまり事前の細かいストーリー設定や取材をせず、登場人物のキャラクターや性格を決めてから[6]、動かしながら書いていく。執筆方法は「映像型」で、頭の中にスクリーンがあり、しばらく書いていると映画のようにスクリーンに上映され、やがて話の続きもそこに出てくるため、それを文字で文章化するのが執筆作業であると語っている。そして必ず自然にクライマックスへ向かい結末へ行きつくという。仏師は仏像が木の中に埋まっていてそれを掘り出すと言うが、原稿用紙の中に物語が埋まっているようだ、とも語っている。[10]本格推理ものと違い、ハードボイルドでは、主人公だけではなく1場面の傍役でもそこになぜその人物がいるのか、作者の勝手ではなく理由がいる。服装もかなり考える[6]。

## 作風
- 大沢にとってのハードボイルドとは、「惻隠の情」であり、「傍観者のセンチメンタリズム」である。自分の生き方を貫き、自らが傷つきながらも闘うことを選ぶ男の心情を描く物語である。主人公は傷つきやすい心を持っている。だが仕事で人々の履歴と秘密の中に踏み入っていく。そして人間の業に哀しさを覚えるがそれは言わない。暴力や殺人が横溢するものがハードボイルドだというのは、人々を遠ざける原因となったが大きな誤解である。[11][12]
- 『新宿鮫』も、一見コミカルなものも、流れているハードボイルドの精神は一つながりである。[12]

## エピソード
- 「在昌」という名前が珍しいため、ペンネームであると勘違いされることがある。読みにくいのか「ざいしょう」とよく呼ばれる。[5]
- 飛行機嫌いで国内移動は新幹線を使用する。また旅行嫌いで仕事で必要な時以外は行かない。[5]
- 1995年国際ペンクラブが定めた「平和の日」に、広島での戦争と平和と文学について「ヒロシマ50平和の日に想う地球・戦争・核・私たちの暮し」シンポジウムにパネラー参加している[5]。
- 大衆小説家は、純文学作家のように書斎に閉じこもってコツコツ書くというイメージとは違い、豪快に稼いで遊ぶのが醍醐味だと発言し[13]、実際に趣味はゴルフ・釣り・テレビゲームと幅広い。大極宮「燃えよ山椒大夫」のコーナーで数々の趣味に関するエピソードを書いている。
- 『新宿鮫』は警察組織内の暗部のリアルな描写が高く評価された。執筆当初「取材が大変だったのでは」と、よく訊かれたが、大沢によれば、文献を読み調査したり、人をあれこれ取材するのが嫌いで、頭の中で組み立てた、と書いている。ただし2作目の『毒猿』は本人にしてはかなり取材したそうである。いずれも警察からは何も反応が無い。[5]その後に、警察無線のシステムに詳しく「ラジオライフ」などを読み込んでいると評判になった[14]。だが鉱石ラジオを組み立てる趣味があると判明した[15]。
- 『小説講座 売れる作家の全技術 デビューだけで満足してはいけない』同書に、この本を執筆したのは、大衆小説で自分のように初版の本を28冊も根気強く出し続けて成長を待ってくれる時代と違い出版不況の中ではそういうことは困難なので、新しい人にはうまく書いてほしいと出した、と記している。本書を参考にしたと明かしている作家に加藤シゲアキがいる。
- ゲーム好きであり、好きなゲームとして「ドラゴンクエストシリーズ」「バイオハザードシリーズ」などを挙げている。ゲーム好きが高じて「悪い虫が頭をもたげ」ゲーム製作にかかわってみたい、ということでドリームキャスト版「UnderCover AD2025 Kei」(2000年発売)のシナリオを担当。キャラクターを掘り下げていく中で書かれたのが、主人公の女刑事の過去(ゲームでは記憶喪失となっている)を扱った小説「撃つ薔薇- AD2023 涼子」であり、ゲーム発売に先立って1999年に発刊され、2002年にドラマ化もされた。ゲーム版には大沢自身も登場し、銃器の種類が豊富かつマニアックであること、主人公が鮫島警部補の姪とされ同じ苗字をもっているなど、思い入れの深さを感じさせるが、マイナーなハードであるドリームキャストのソフトであったこと、操作性が悪かったことなどから、評価はそれほど高くない。制作会社の社長によると、ゲーム版の売り上げ不振を告げ、謝罪したが、大沢の態度は寛容なものであった。

## 対外関係
- 15歳での生島治郎への手紙はファンレターとともに、「日本で私立探偵を主人公にしたハードボイルドは成立するか。海外では私と一人称で書いているが三人称で書いてもハードボイルドが成立すると思いますか。」という質問をしたが、後に生島から便箋8枚の長文の返信が届き大変感動した。デビュー作の第1回小説推理新人賞を受賞した際に生島治郎が選考委員だったので、そのことを話したが、本人は出してないとの一点張りだった。だがその時から二人の交流は続き、生島は「こいつは俺の息子代わりだ」と、吉行淳之介に紹介するほど交流は深く、結婚式の仲人も頼み、生島治郎が亡くなったとき、葬儀委員長を務めた。[16]
- アニメ制作会社Production I.Gの石川光久とは共通の知人がいて、その方の紹介で知り合った。私は攻殻機動隊、とくに最初の映画版『GHOST IN THE SHELL / 攻殻機動隊』が大好きで生涯ベスト1のアニメといつも言ってる。草薙素子もかわいいし、バトーも格好いいと語る[17]。
- 大竹まことはゴルフ仲間である。大竹は新宿鮫の主人公と大沢をダブらせるような感じがあるという。[18]
- アイドルグループNEWSのメンバーで作家の加藤シゲアキと釣りに行ったことがある。加藤のほか同伴した5~6名の知人とともに品川の銭湯にも行き、六本木にある大沢の行きつけのバーで釣った魚を捌いて食した。その後加藤とは、大沢が選考委員を務め加藤が受賞者となった第42回吉川英治文学新人賞の受賞式で初対面以来約10年ぶりに再会することとなった。

### 大沢オフィス
- 自ら主宰する大沢オフィスに、宮部みゆきが参加したのは、日本推理作家協会に多く加わった宮部たち新人と、上が世代が離れていたため、新人だけのグループ「雨の会」を作り、大沢が井沢元彦と発起人をやった縁である[6]。参加後の形態は、宮部みゆき、京極夏彦の3人の共同出資で設立した「株式会社大沢オフィス」（現・株式会社ラクーンエージェンシー[19]）となっている[20]。
- 京極夏彦、宮部みゆきの3人の、各姓から一字取って命名し、共同サイト大極宮を開設している。大沢オフィス主催で、日本で初めて作家たち自らにより出版社を超えた形で2回にわたり販売促進キャンペーンを全国書店で展開した。また3人で朗読会も開いている。

## 受賞・受章
- 1978年 - 『感傷の街角』で第1回小説推理新人賞受賞。
- 1985年 - 『深夜曲馬団』で第4回日本冒険小説協会最優秀短編賞受賞。
- 1991年 - 『新宿鮫』で第44回日本推理作家協会賞（長編部門）[21]と第12回吉川英治文学新人賞受賞[22]。
- 1994年 - 『新宿鮫 無間人形』で第110回直木三十五賞受賞[23]。
- 2001年 - 『心では重すぎる』で第19回日本冒険小説協会大賞（国内部門）受賞。
- 2002年 - 『闇先案内人』で第20回日本冒険小説協会大賞（国内部門）受賞。
- 2004年 - 『パンドラ・アイランド』で第17回柴田錬三郎賞受賞[24]。
- 2006年 - 『狼花 新宿鮫IX』で第25回日本冒険小説協会大賞（国内部門）受賞。
- 2010年 - 日本ミステリー文学大賞受賞[25]。
- 2011年 - 『新宿鮫X 絆回廊』で第30回日本冒険小説協会大賞（国内部門）受賞。
- 2014年 - 『海と月の迷路』で第48回吉川英治文学賞受賞[26]。
- 2022年 - 紫綬褒章[27][28]

## ミステリ・ランキング

### 週刊文春ミステリーベスト10
- 1991年 - 『新宿鮫』3位
- 1991年 - 『毒猿 新宿鮫II』1位
- 1993年 - 『無間人形 新宿鮫IV』3位、『屍蘭 新宿鮫III』7位、『B・D・T〔掟の街〕』9位
- 1995年 - 『炎蛹 新宿鮫V』8位
- 1996年 - 『雪蛍』次点
- 1997年 - 『氷舞 新宿鮫VI』7位
- 2000年 - 『新宿鮫 風化水脈』4位、『心では重すぎる』12位
- 2001年 - 『闇先案内人』7位
- 2002年 - 『砂の狩人』6位
- 2006年 - 『狼花 新宿鮫IX』2位
- 2011年 - 『絆回廊 新宿鮫X』5位
- 2013年 - 『海と月の迷路』19位

### このミステリーがすごい!
- 1988年 - 『女王陛下のアルバイト探偵』15位
- 1989年 - 『氷の森』14位
- 1991年 - 『新宿鮫』1位
- 1992年 - 『毒猿 新宿鮫II』2位
- 1994年 - 『B・D・T〔掟の街〕』4位、『屍蘭 新宿鮫III』15位、『無間人形 新宿鮫IV』16位
- 1996年 - 『天使の牙』10位
- 1997年 - 『雪蛍』9位
- 1998年 - 『氷舞 新宿鮫VI』10位
- 2002年 - 『闇先案内人』6位、『心では重すぎる』17位
- 2003年 - 『砂の狩人』4位
- 2007年 - 『狼花 新宿鮫IX』4位
- 2012年 - 『絆回廊 新宿鮫X』4位

### ミステリが読みたい!
- 2012年 - 『絆回廊 新宿鮫X』5位

## 作品リスト（シリーズ物）

### 佐久間公シリーズ
- 感傷の街角（1982年2月、双葉ノベルス / 1987年11月、双葉文庫 / 1991年6月、ケイブンシャ文庫 / 1994年9月、角川文庫）
  - 感傷の街角 / フィナーレの破片 / 晒さらされた夜（ブリーチド・ナイト） / サンタクロースが見えない / 灰色の街 / 風が醒さめている / 師走、探偵も走る
- 標的走路（1980年12月、双葉ノベルス / 1986年8月、双葉文庫 / 2002年12月、文春ネスコ / 2008年2月、ジュリアン（レスリーへの伝言も同時収録））
- 漂泊の街角（1985年12月、双葉ノベルス / 1988年5月、双葉文庫 / 1992年6月、ケイブンシャ文庫 / 1995年10月、角川文庫）
  - ランナー / スターダスト / 悪い夢 / ベースを弾く幽霊 / ダックのルール / 炎が囁く
- 追跡者の血統（1986年3月、双葉社 / 1988年12月、双葉文庫 / 1992年10月、ケイブンシャ文庫 / 1996年10月、角川文庫）
- 雪蛍（1996年3月、講談社 / 1998年3月、講談社ノベルス / 1999年3月、講談社文庫）
- 心では重すぎる（2000年11月、文藝春秋 / 2003年1月、カッパ・ノベルス / 上、下 2004年1月、文春文庫 / 上、下 2020年7月 文春文庫）

### アルバイト探偵（アイ）シリーズ
- アルバイト探偵（アイ）（1986年8月、廣済堂ブルーブックス / 1988年11月、桃園文庫 / 1991年8月、廣済堂文庫 / 1995年7月、講談社文庫）
  - 【改題】アルバイト・アイ 命で払え（2013年5月、角川文庫）
    - アルバイト・アイは高くつく / 相続税は命で払え / 海から来た行商人 / セーラー服と設計図
- アルバイト探偵（アイ）II 避暑地の夏、殺し屋の夏（1987年8月、廣済堂ブルーブックス）
  - 【改題】アルバイト探偵（アイ） 調毒師を捜せ（1989年11月、廣済堂出版 / 1996年1月、講談社文庫）
  - 【改題】アルバイト・アイ 毒を解け（2013年11月、角川文庫）
- 女王陛下のアルバイト探偵（アイ）（1988年4月、廣済堂ブルーブックス / 1992年1月、廣済堂文庫 / 1996年7月、講談社文庫）
  - 【改題】アルバイト・アイ 王女を守れ（2014年1月、角川文庫）
- 不思議の国のアルバイト探偵（アイ）（1989年12月、廣済堂ブルーブックス / 1992年8月、廣済堂文庫 / 1997年1月、講談社文庫）
  - 【改題】アルバイト・アイ 諜報街に挑め（2014年3月、角川文庫）
- アルバイト探偵（アイ） 拷問遊園地（1991年1月、廣済堂ブルーブックス / 1994年8月、廣済堂文庫 / 1997年7月、講談社文庫）
  - 【改題】アルバイト・アイ 誇りをとりもどせ（2014年5月、角川文庫）
- 帰ってきたアルバイト探偵（アイ）（2004年2月、講談社 / 2005年10月、講談社ノベルス / 2006年10月、講談社文庫）
  - 【改題】アルバイト・アイ 最終兵器を追え（2014年7月、角川文庫）

### いやいやクリスシリーズ
- 危険を嫌う男（1987年10月、ジョイ・ノベルス）
  - 【改題】無病息災エージェント（1990年8月、集英社文庫）
    - 一兆ドルの頭脳 / 十万本をとり返せ!/ 散りすぎた男 / もっとも危険なパースン / 十二点鐘が鳴る時 / 警官嫌い殺人事件 / 国籍のないスパイ
- 絶対安全エージェント（1990年5月、ジョイ・ノベルス / 1994年1月、集英社文庫）
  - ドライ国から帰ってきたスパイ / トラブル・イズ・ノット・マイ・ビジネス / アイスマンの密使 / 金融街に爆弾二発 / 金髪男は長生きする / そして誰も飛べなくなった

### 六本木聖者伝説シリーズ
- 六本木聖者伝説 魔都委員会篇（1990年6月、双葉社 / 1992年7月、フタバノベルス / 1993年8月、双葉文庫）
- 六本木聖者伝説 不死王篇（1992年7月、双葉社 / 1994年10月、フタバノベルス / 1996年11月、双葉文庫）

### 新宿鮫シリーズ
- 新宿鮫（1990年9月、カッパ・ノベルス / 1997年8月、光文社文庫 / 2014年2月、光文社文庫【新装版】）
- 毒猿 新宿鮫II（1991年9月、カッパ・ノベルス / 1998年8月、光文社文庫 / 2014年3月、光文社文庫【新装版】）
- 屍蘭 新宿鮫III（1993年3月、カッパ・ノベルス / 1999年8月、光文社文庫 / 2014年5月、光文社文庫【新装版】）
- 無間人形 新宿鮫IV（1993年10月、読売新聞社 / 1994年7月、カッパ・ノベルス / 2000年5月、光文社文庫 / 2014年5月、光文社文庫【新装版】）
- 炎蛹 新宿鮫V（1995年10月、カッパ・ノベルス / 2001年6月、光文社文庫 / 2014年7月、光文社文庫【新装版】）
- 氷舞 新宿鮫VI（1997年10月、カッパ・ノベルス / 2002年6月、光文社文庫 / 2014年8月、光文社文庫【新装版】）
- 風化水脈 新宿鮫VIII[29]（2000年8月、毎日新聞社 / 2002年3月、カッパ・ノベルス / 2006年3月、光文社文庫 / 2014年9月、光文社文庫【新装版】）
- 灰夜 新宿鮫VII[29]（2001年2月、カッパ・ノベルス / 2004年6月、光文社文庫 / 2014年9月、光文社文庫【新装版】）
- 狼花 新宿鮫IX（2006年9月、光文社 / 2008年10月、カッパ・ノベルス / 2010年1月、光文社文庫 / 2014年10月、光文社文庫【新装版】）
- 絆回廊 新宿鮫X（2011年6月、光文社 / 2013年8月、カッパ・ノベルス / 2014年11月、光文社文庫）
- 鮫島の貌 新宿鮫短編集（2012年1月、光文社 / 2014年1月、カッパ・ノベルス / 2015年5月、光文社文庫）
- 暗約領域 新宿鮫XI（2019年11月、光文社）/ 2021年11月、カッパ・ノベルス / 2022年11月、光文社文庫）
- 黒石 新宿鮫XII（2022年11月、光文社）

### 黄龍の耳シリーズ
- 黄龍の耳（1993年3月、JUMP j BOOKS）
- 黄龍の耳2（1994年12月、JUMP j BOOKS）
  - 【合冊】黄龍の耳（1997年11月、集英社文庫 / 2022年7月、集英社文庫） - 上記2冊の合冊

### B・D・Tシリーズ
- B・D・T 掟の街（1993年7月、双葉社 / 1995年9月、フタバノベルス / 1996年11月、双葉文庫 / 2001年9月、角川文庫）
- 影絵の騎士（2007年6月、集英社 / 2010年8月、集英社文庫）

### 不運の坂田シリーズ
- 走らなあかん、夜明けまで（1993年12月、講談社 / 1996年2月、講談社ノベルス / 1997年3月、講談社文庫 / 2012年3月、講談社文庫【新装版】）
- 涙はふくな、凍るまで（1997年5月、朝日新聞社 / 1999年6月、講談社ノベルス / 2000年10月、朝日文庫 / 2001年10月、講談社文庫 / 2012年4月、講談社文庫【新装版】）
- 語りつづけろ、届くまで（2012年4月、講談社 / 2014年4月、講談社ノベルス / 2016年2月、講談社文庫）

### 天使の牙シリーズ
- 天使の牙（1995年7月、小学館 / 上、下 1997年6月、カッパ・ノベルス / 上、下 1998年11月、角川文庫 / 上、下 2020年8月 角川文庫【新装版】）
- 天使の爪（上、下 2003年8月、小学館 / 上、下 2005年6月、カッパ・ノベルス / 上、下 2007年7月、角川文庫 / 上、下 2020年10月、角川文庫【新装版】）

### 狩人シリーズ
- 北の狩人（1996年11月、幻冬舎 / 上、下 1998年5月、幻冬舎ノベルス / 上、下 1999年8月、幻冬舎文庫）
- 砂の狩人（上、下 2002年9月、幻冬舎 / 上、下 2004年1月、幻冬舎ノベルス / 上、下 2005年7月、幻冬舎文庫）
- 黒の狩人（上、下 2008年9月、幻冬舎 / 上、下 2010年9月、幻冬舎ノベルス / 上、下 2011年8月、幻冬舎文庫）
- 雨の狩人（2014年7月、幻冬舎 / 上、下 2016年8月、幻冬舎ノベルス / 上、下 2017年8月、幻冬舎文庫）
- 冬の狩人（2020年11月、幻冬舎 / 2022年11月 幻冬舎ノベルス）

### ザ・ジョーカーシリーズ
- ザ・ジョーカー（2002年4月、講談社 / 2004年8月、講談社ノベルス / 2005年9月、講談社文庫 / 2021年9月 講談社文庫【新装版】）
- 亡命者 ザ・ジョーカー（2005年10月、講談社 / 2008年10月、講談社文庫 / 2021年10月、講談社文庫【新装版】）

### 魔女シリーズ
- 魔女の笑窪（2006年1月、文藝春秋 / 2008年4月、カッパ・ノベルス / 2009年5月、文春文庫）
- 魔女の盟約（2008年1月、文藝春秋 / 2010年1月、カッパ・ノベルス / 2011年1月、文春文庫）
- 魔女の封印（2015年12月、文藝春秋 / 2017年12月、カッパ・ノベルス / 上、下 2018年12月、文春文庫）
- 魔女の後悔（2024年4月、文藝春秋）

### カルテットシリーズ
- カルテット1 渋谷デッドエンド（2010年12月、角川書店）
- カルテット2 イケニエのマチ（2010年12月、角川書店）
  - 【合冊】生贄のマチ 特殊捜査班カルテット（2015年9月、角川文庫） - 上記2冊の合冊
- カルテット3 指揮官（コマンダー）（2011年1月、角川書店）
- カルテット4 解放者（リベレイター）（2011年2月、角川書店）
  - 【合冊】解放者 特殊捜査班カルテット2（2015年10月、角川文庫） - 上記2冊の合冊
- 十字架の王女 特殊捜査班カルテット3（2015年11月、角川文庫）

### ボディガード・キリシリーズ
- 獣眼（2012年10月、徳間書店 / 2015年7月、徳間文庫）
- 爆身（2018年5月、徳間書店 / 2019年12月、トクマ・ノベルズ / 2021年9月、徳間文庫）
- 予幻（2023年12月、徳間書店）

## 作品リスト（年代順）
上記の作品リスト（シリーズ物）に記載されている作品は重複して記載しない。

### 1980年代
- ダブル・トラップ（1981年3月、太陽企画出版サンノベルス / 1984年5月、徳間文庫 / 1991年11月、集英社文庫 / 2011年5月、徳間文庫【新装版】）
- ジャングルの儀式（1982年1月、双葉ノベルス / 1986年12月、角川文庫 / 2017年5月、角川文庫【新装版】）
- 死角形の遺産（1982年7月、トクマ・ノベルズ / 1986年12月、徳間文庫 / 1992年6月、集英社文庫 / 2007年7月、徳間文庫【新装版】）
- 標的はひとり（1983年1月、カドカワノベルズ / 1987年11月、角川文庫 / 1995年3月、カドカワノベルズ【新装版】 / 2016年9月、角川文庫【新装版】）
- 野獣駆けろ（1983年9月、講談社ノベルス / 1986年8月、講談社文庫 / 1996年12月、廣済堂文庫 / 1999年3月、講談社ノベルス【改定新版】 / 2007年11月、集英社文庫）
- 夏からの長い旅（1985年4月、角川書店 / 1991年12月、角川文庫 / 1997年2月、ケイブンシャ文庫 / 2017年7月、角川文庫【新装版】）
- 深夜曲馬団[30]（1985年7月、光風社出版 / 1990年4月、徳間文庫 / 1993年6月、角川文庫 / 1998年2月、ケイブンシャ文庫 / 改版 新装版 2019年12月、角川文庫）
  - 鏡の顔 / 空中ブランコ / インターバル / アイアン・シティ / フェアウェル・パーティ
- 東京騎士団（1985年8月、徳間書店 / 1989年5月、徳間文庫 / 1997年5月、光文社文庫 / 2013年6月、徳間文庫【新装版】）
- 悪人海岸探偵局[31]（1983～1985年、週刊プレイボーイ / 1986年11月、集英社 / 1990年7月、集英社文庫 / 2016年7月、角川文庫【新装版】）
  - 和製探偵地位向上委員 / 身・代・り / 闘志の血 / 幽霊 / 黒猫 / 人形の涙
- シャドウゲーム（1987年8月、トクマノベルズ / 1991年10月、徳間文庫 / 1995年9月、ケイブンシャ文庫 / 1998年7月、角川文庫 / 2018年4月、徳間文庫【新装版】）
- 眠りの家[30]（1989年2月、勁文社 / 1990年12月、ケイブンシャ文庫 / 1993年10月、角川文庫）
  - 一瞬の街 / ゆきどまりの女 / 人喰い / 六本木怪談 / 夜を突っ走れ / 眠りの家
- 暗黒旅人[32]（1989年2月、中央公論新社 / 1991年10月、中公文庫 / 1996年1月、C★NOVELS / 1997年4月、角川文庫 / 2011年6月、講談社文庫）
  - 柩の館 / 赤い目 / 階段の町 / 地の花 / エピローグ
- 氷の森（1989年4月、講談社 / 1991年11月、講談社ノベルス / 1992年11月、講談社文庫 / 2006年8月、講談社文庫【新装版】）
- 六本木を一ダース[30]（1989年9月、河出書房新社 / 1995年7月、角川文庫）
  - 見ていた女 / 日曜の晩に / マッスル・パーティ / 六本木・うどん / 空気のように / セヴン・ストーリーズ

### 1990年代
- 銀座探偵局[33]（1990年1月、ケイブンシャノベルス / 1993年4月、ケイブンシャ文庫 / 1997年6月、光文社文庫）
  - 囮にされた探偵たち / 張子にされた探偵たち / 奇跡にされた探偵たち / 標的にされた探偵たち / 標本にされた探偵たち
- 相続人TOMOKO（1990年5月、天山出版 / 1992年6月、天山ノベルス / 1993年12月、講談社文庫）
- 死ぬより簡単[30]（1990年7月、講談社 /1992年8月、講談社ノベルス / 1993年7月、講談社文庫）
  - ビデオよ、眠れ / スウィッチ・ブレード / 死ぬより簡単 / 12月のジョーカー（ジョーカー・シリーズ）
- 一年分、冷えている[30]（1991年9月、PHP研究所 / 1994年7月、角川文庫）
  - 一年分、冷えている / ビデオショップで / ちゃま / 二杯目のジンフィズ / 湾岸道路で釣ったモノ / 共犯者 / 低気圧去って / 記念日 / 懐中時計 / 自画像 / 一年の反対側 / 家族 / スープ / 手袋 / ふたりの晩に / マッチプレイ / 香水 / 年期 / 老獣 / ひとり / 気つけ薬 / 終わりは始まり
- 烙印の森（1992年4月、実業之日本社 / 1995年1月、ジョイ・ノベルス / 1996年8月、角川文庫 / 2020年1月、集英社文庫）
- ウォームハート・コールドボディ（1992年12月、スコラノベルス / 1994年07月、講談社文庫 / 2010年4月、角川文庫）
- 悪夢狩り（1994年9月、ジョイ・ノベルス / 1997年11月、角川文庫 / 2004年3月、徳間文庫 / 2019年6月、角川文庫【新装版】）
- 流れ星の冬（1994年9月、双葉社 / 1996年11月、フタバノベルス / 1998年9月、双葉文庫 / 2015年12月、双葉文庫【新装版】）
- 眠たい奴ら（1996年11月、毎日新聞社 / 1998年11月、ジョイ・ノベルス / 2000年10月、角川文庫 / 2016年11月、角川文庫【新装版】）
- 冬の保安官[30]（1997年6月、角川書店 / 1999年11月、角川文庫 / 2017年1月、角川文庫【新装版】）
  - 冬の保安官 / ジョーカーの選択（ジョーカー・シリーズ） / 湯の町オプ / カモ / ローズ1 小人が哄った夜（ローズシリーズ） / ローズ2 黄金の龍（ローズシリーズ） / ローズ3 リガラルウの夢（ローズシリーズ / ナイト・オン・ファイア / 再会の街角
- らんぼう[34]（1998年9月、新潮社 / 2000年9月、カッパ・ノベルス / 2002年2月、新潮文庫 / 2004年9月、角川文庫 / 2017年3月、角川文庫【新装版】）
  - ちきこん / ぴーひゃらら / がんがらがん / ほろほろり / ころころり / おっとっと / しとしとり / てんてんてん / あちこちら / ばらばらり
- 撃つ薔薇 AD2023涼子（1999年6月、光文社 / 2000年1月、カッパ・ノベルス / 2001年10月、光文社文庫 / 2016年1月、光文社文庫【新装版】）[35]
- 夢の島（1999年9月、双葉社 / 2001年8月、フタバノベルス / 2002年11月、双葉文庫 / 2021年11月、集英社文庫）
- 痛快世界の冒険文学 24 バスカビル家の犬（原作:アーサー・コナン・ドイル、翻案:大沢在昌）（1999年9月、講談社）
  - 【改題】大沢在昌のバスカビル家の犬（2002年4月、講談社）
  - 【改題】バスカビル家の犬（2004年8月、講談社文庫）

### 2000年代
- 闇先案内人（2001年9月、文藝春秋 / 2004年1月、カッパ・ノベルス / 上、下 2005年5月、文春文庫）
- 未来形J（2001年12月、角川文庫）
  - ジョーカーの選択 / 雨とジョーカー / ジョーカーの後悔 / ジョーカーと革命 / ジョーカーとレスラー / ジョーカーの伝説
- 秋に墓標を（2003年4月、角川書店 / 2004年11月、カドカワ・エンタテインメント / 上、下 2006年6月、角川文庫）
- パンドラ・アイランド（2004年6月、徳間書店 / 上、下 2006年5月、トクマ・ノベルズ / 上、下 2007年10月、徳間文庫 / 上、下 2012年4月、集英社文庫）
- ニッポン泥棒（2005年1月、文藝春秋 / 2007年2月、カッパ・ノベルス / 上、下 2008年3月、文春文庫 / 上、下 2018年8月、角川文庫）
- Kの日々（2006年11月、双葉社 / 2009年2月、フタバノベルス / 2010年6月、双葉文庫 / 2019年5月、双葉文庫【新装版】）
- 魔物（2007年11月、角川書店 / 上、下 2009年11月、カドカワ・エンタテインメント / 上、下 2010年11月、角川文庫 / 上、下 2019年4月、角川文庫【新装版】）
- 鏡の顔 傑作ハードボイルド小説集[30]（2009年2月、武田ランダムハウスジャパン / 2012年11月、朝日文庫）
- 罪深き海辺（2009年7月、毎日新聞社 / 2011年7月、講談社ノベルス / 上、下 2012年8月、講談社文庫）
- 欧亜純白 ユーラシアホワイト（上、下 2009年12月、集英社 / 上、下 2013年5月、集英社文庫 / 上、下 2016年5月、徳間文庫）

### 2010年代
- ブラックチェンバー（2010年3月、角川書店 / 2013年9月、角川文庫）
- やぶへび（2010年12月、講談社 / 2015年1月、講談社文庫）
- 冬芽の人（2013年1月、新潮社 / 2015年3月、新潮文庫）
- 海と月の迷路（2013年9月、毎日新聞社 / 2015年10月、講談社ノベルス / 上、下 2016年10月、講談社文庫）
- ライアー（2014年4月、新潮社 / 2016年4月、カッパノベルス / 2017年3月、新潮文庫）
- 極悪専用（2015年6月、文藝春秋 / 2017年6月、トクマノベルス / 2018年6月、文春文庫）
- 夜明けまで眠らない（2016年12月、双葉社 / 2018年12月、フタバノベルス）
- 覆面作家[32]（2017年10月、講談社 / 2020年4月、講談社ノベルス / 2021年4月、講談社文庫）
- 俺はエージェント（2017年12月、小学館 / 2021年1月、小学館文庫）
- 漂砂の塔（2018年9月、集英社 / 2020年9月、KAPPA NOVELS / 上、下 2021年6月、集英社文庫）
- 帰去来（2019年1月、朝日新聞出版 / 2021年1月、ソノラマノベルス / 2022年2月、朝日文庫）

### 2020年代
- 悪魔には悪魔を（2021年4月、毎日新聞出版）
- 熱風団地（2021年8月、KADOKAWA）
- 晩秋行（2022年6月、双葉社）

## エッセイ他
- 今夜はあの男の話をしよう 田中光二、北方謙三、大沢在昌が語り合う男のロマン（1985年8月、実業之日本社） - 田中光二、北方謙三と共著
- 陽のあたるオヤジ（1994年11月、集英社 / 1997年8月、集英社文庫）
- 棋翁戦てんまつ記（1995年3月、集英社 / 2018年3月、集英社文庫） - 逢坂剛、船戸与一、夢枕獏、志水辰夫、黒川博行、宮部みゆき、北方謙三と共著
- エンパラ 大沢在昌対談集（1996年11月 光文社） - 対談集
  - 【改題】エンパラ 旬な作家15人の素顔に迫るトーク・バトル（1998年6月 光文社文庫 / 2007年11月 光文社文庫）
- かくカク遊ブ、書く遊ぶ（1998年1月、小学館文庫 / 2003年7月、角川文庫）
- 小説講座 売れる作家の全技術 デビューだけで満足してはいけない（2012年8月、角川書店）
- 鮫言（2015年9月、集英社）

## 出演

### 映画
- 妖怪大戦争（2005年） - 読書好きのホームレス役
- 名探偵コナン 探偵たちの鎮魂歌（2006年） - 警官役（声の出演）
- ブレイブ ストーリー（2006年） - 夕闇の神将役（声の出演）

### テレビドラマ
- 京極夏彦 「怪」 第3話「赤面ゑびす」（2000年7月20日、WOWOW） - 宿の鮫吉 役（友情出演）

### テレビバラエティ
- タイプライターズ〜物書きの世界〜 （2021年5月15日、フジテレビ） - ゲスト

### ラジオ
- ラジオ深夜便・ミッドナイトトーク（NHKラジオ第1放送、奇数月第1月曜日担当）

## 関連人物
- 森博嗣 - 作家。東海高校では2年後輩にあたる。
- 京極夏彦
- 宮部みゆき